# Adoretus pubipennis
Adoretus pubipennis är en skalbaggsart som beskrevs av François Louis Nompar de Caumont de Laporte 1840. Adoretus pubipennis ingår i släktet Adoretus och familjen Rutelidae. Inga underarter finns listade i Catalogue of Life.